# Coupe du monde de baseball 2009
Navigation
Édition précédente Édition suivante
La Coupe du monde de baseball 2009 est la 38e édition de cette épreuve mettant aux prises les meilleures sélections nationales. 
Elle s'est déroulée conjointement dans plusieurs pays d'Europe du 9 au 27 septembre 2009. 
L'Espagne, la Croatie, l'Allemagne, la Suède et la République tchèque ont accueilli le premier tour de la compétition, alors que l'Italie, Saint-Marin et les Pays-Bas ont eux accueilli le deuxième tour. Enfin c'est en Italie toujours qu'a eu lieu la phase finale de la compétition.
Les États-Unis, tenants du titre, venus pour défendre leur bien face à des cubains revanchards, eux qui l'avaient emporté neuf fois de suite avant que les américains ne mettent un terme à leur hégémonie en 2007, ont réussi à conserver leur titre face à ces mêmes cubains en remportant la finale 10-5.
Cette édition a marqué la volonté forte de la Fédération internationale de baseball de promouvoir la pratique du baseball sur le continent où elle est le moins représentée : l'Europe.
Sportivement, la compétition fut riche, car le fossé entre les grandes et les petites nations s'est considérablement réduit, comme l'attestent les performances de l'Italie et des Pays-Bas par exemple lors de la dernière Classique mondiale de baseball 2009, où les Néerlandais ont notamment battu deux fois la République Dominicaine pour se hisser au second tour de l'épreuve. Contrairement à la Classique 2009, toutefois, les joueurs évoluant en Ligue majeure de baseball n'étaient pas présents. 
L'épreuve a été retransmise en France par Eurosport 2 et Stadeo TV.

## Sélections qualifiées
Amériques
- États-Unis
- Cuba
- Mexique
- Canada
- Venezuela
- Porto Rico
- Antilles néerlandaises
- Nicaragua

Europe
Les quatre premières équipes du Championnat d'Europe 2007 sont qualifiées pour le tournoi :
- Pays-Bas
- Royaume-Uni
- Espagne
- Allemagne

Sont aussi qualifiés les pays hôtes suivants:
- Italie (bye pour le 2e tour)
- Suède
- Rép. tchèque
- Croatie

Océanie
- Australie

Asie
- Taïwan
- Japon
- Corée du Sud
- Chine

Afrique
- Afrique du Sud

## Format du tournoi
Le nombre de participants passe à 22.
Dans la 1re phase les équipes sont réparties en cinq groupes (un par pays hôte) de quatre équipes. Les deux premiers de chaque groupe ainsi que les quatre meilleurs troisièmes avancent au second tour. Les Pays-Bas et l'Italie sont qualifiés directement pour le tour suivant.
Dans la 2e phase, les équipes qualifiées sont réparties en deux groupes de huit, dont les quatre premiers avancent en phase finale. Chaque équipe affronte les sept autres dans un round robin.
Enfin en phase finale, les qualifiés des deux poules jouent des matchs de croisement et les deux meilleurs se disputeront la finale, tandis que les autres jouent les matchs de classement (voir détail section finales).

## Programme

### Premier Tour

#### Groupe A (en République tchèque)
| Date         | Heure | Lieu   | Recevant           | Visiteur           | Score  | Notes |
| ------------ | ----- | ------ | ------------------ | ------------------ | ------ | ----- |
| 9 septembre  | 16:30 | Prague | République tchèque | Australie          | 4 - 17 |       |
| 10 septembre | 16:30 | Prague | Chine Taipei       | Mexique            | 0 - 8  |       |
| 11 septembre | 12:30 | Prague | Australie          | Chine Taipei       | 7 - 5  |       |
| 11 septembre | 16:30 | Prague | Mexique            | République tchèque | 9 - 0  |       |
| 12 septembre | 12:30 | Prague | Australie          | Mexique            | 9 - 10 |       |
| 12 septembre | 16:30 | Prague | République tchèque | Chine Taipei       | 1 - 10 |       |

| Pl. | Équipe             | J | V | D | PM | PC | %     |
| --- | ------------------ | - | - | - | -- | -- | ----- |
| 1   | Mexique            | 3 | 3 | 0 | 27 | 9  | 1,000 |
| 2   | Australie          | 3 | 2 | 1 | 35 | 19 | 0,667 |
| 3   | Chine Taipei       | 3 | 1 | 2 | 15 | 16 | 0,333 |
| 4   | République tchèque | 3 | 0 | 3 | 5  | 36 | 0,000 |

J : rencontres jouées, V : victoires, D : défaites, PM : points marqués, PC : points concédés, % : pourcentage de victoire.

#### Groupe B (en Espagne)
| Date         | Heure | Lieu      | Recevant       | Visiteur       | Score  | Notes     |
| ------------ | ----- | --------- | -------------- | -------------- | ------ | --------- |
| 9 septembre  | 19:00 | Barcelone | Espagne        | Afrique du Sud | 15 - 0 | 6 manches |
| 10 septembre | 19:00 | Barcelone | Puerto Rico    | Cuba           | 0 - 10 | 7 manches |
| 11 septembre | 11:00 | Barcelone | Cuba           | Afrique du Sud | 10 - 5 |           |
| 11 septembre | 18:00 | Barcelone | Espagne        | Puerto Rico    | 3 - 5  |           |
| 12 septembre | 11:00 | Barcelone | Cuba           | Espagne        | 5 - 4  |           |
| 12 septembre | 17:00 | Barcelone | Afrique du Sud | Puerto Rico    | 0 - 12 | 7 manches |

| Pl. | Équipe         | J | V | D | PM | PC | %     |
| --- | -------------- | - | - | - | -- | -- | ----- |
| 1   | Cuba           | 3 | 3 | 0 | 25 | 9  | 1,000 |
| 2   | Puerto Rico    | 3 | 2 | 1 | 17 | 13 | 0,667 |
| 3   | Espagne        | 3 | 1 | 2 | 22 | 10 | 0,333 |
| 4   | Afrique du Sud | 3 | 0 | 3 | 5  | 37 | 0,000 |

#### Groupe C (en Suède)
| Date         | Heure | Lieu       | Recevant               | Visiteur               | Score  | Notes     |
| ------------ | ----- | ---------- | ---------------------- | ---------------------- | ------ | --------- |
| 9 septembre  | 19:00 | Sundbyberg | Suède                  | Antilles Néerlandaises | 8 - 10 |           |
| 10 septembre | 19:00 | Sundbyberg | Canada                 | Corée du Sud           | 9 - 1  |           |
| 11 septembre | 14:00 | Sundbyberg | Corée du Sud           | Suède                  | 5 - 1  |           |
| 11 septembre | 19:00 | Sundbyberg | Antilles Néerlandaises | Canada                 | 0 - 15 | 7 manches |
| 12 septembre | 12:00 | Sundbyberg | Corée du Sud           | Antilles Néerlandaises | 5 - 9  |           |
| 12 septembre | 17:00 | Sundbyberg | Suède                  | Canada                 | 1 - 19 | 5 manches |

| Pl. | Équipe                 | J | V | D | PM | PC | %     |
| --- | ---------------------- | - | - | - | -- | -- | ----- |
| 1   | Canada                 | 3 | 3 | 0 | 43 | 2  | 1,000 |
| 2   | Antilles Néerlandaises | 3 | 2 | 1 | 19 | 32 | 0,667 |
| 3   | Corée du Sud           | 3 | 1 | 2 | 11 | 19 | 0,333 |
| 4   | Suède                  | 3 | 0 | 3 | 10 | 34 | 0,000 |

#### Groupe D (en Croatie)
| Date         | Heure | Lieu   | Recevant        | Visiteur        | Score  | Notes     |
| ------------ | ----- | ------ | --------------- | --------------- | ------ | --------- |
| 10 septembre | 10:30 | Zagreb | Grande-Bretagne | Japon           | 7 - 9  |           |
| 10 septembre | 16:30 | Zagreb | Croatie         | Nicaragua       | 1 - 10 |           |
| 11 septembre | 10:30 | Zagreb | Nicaragua       | Grande-Bretagne | 10 - 0 | 7 manches |
| 11 septembre | 16:00 | Zagreb | Japon           | Croatie         | 13 - 3 | 7 manches |
| 12 septembre | 10:30 | Zagreb | Japon           | Nicaragua       | 4 - 8  |           |
| 12 septembre | 16:00 | Zagreb | Croatie         | Grande-Bretagne | 1 - 4  |           |

| Pl. | Équipe          | J | V | D | PM | PC | %     |
| --- | --------------- | - | - | - | -- | -- | ----- |
| 1   | Nicaragua       | 3 | 3 | 0 | 28 | 5  | 1,000 |
| 2   | Japon           | 3 | 2 | 1 | 26 | 18 | 0,667 |
| 3   | Grande-Bretagne | 3 | 1 | 2 | 11 | 20 | 0,333 |
| 4   | Croatie         | 3 | 0 | 3 | 5  | 27 | 0,000 |

#### Groupe E (en Allemagne)
| Date         | Heure | Lieu        | Recevant   | Visiteur   | Score  | Notes      |
| ------------ | ----- | ----------- | ---------- | ---------- | ------ | ---------- |
| 9 septembre  | 19:00 | Regensbourg | Allemagne  | Chine      | 14 - 1 | 7 manches  |
| 10 septembre | 19:00 | Regensbourg | États-Unis | Venezuela  | 9 - 13 | 11 manches |
| 11 septembre | 14:00 | Regensbourg | Venezuela  | Chine      | 17 - 2 | 5 manches  |
| 11 septembre | 19:00 | Regensbourg | États-Unis | Allemagne  | 9 - 1  |            |
| 12 septembre | 14:00 | Regensbourg | Chine      | États-Unis | 0 - 8  |            |
| 12 septembre | 19:00 | Regensbourg | Allemagne  | Venezuela  | 1 - 12 | 8 manches  |

| Pl. | Équipe     | J | V | D | PM | PC | %     |
| --- | ---------- | - | - | - | -- | -- | ----- |
| 1   | Venezuela  | 3 | 3 | 0 | 42 | 12 | 1,000 |
| 2   | États-Unis | 3 | 2 | 1 | 26 | 14 | 0,667 |
| 3   | Allemagne  | 3 | 1 | 2 | 16 | 22 | 0,333 |
| 4   | Chine      | 3 | 0 | 3 | 3  | 39 | 0,000 |

### Deuxième Tour

#### Groupe F (aux Pays-Bas)
| Date         | Heure | Lieu      | Recevant        | Visiteur        | Score  | Notes     |
| ------------ | ----- | --------- | --------------- | --------------- | ------ | --------- |
| 13 septembre | 15:00 | Amsterdam | Pays-Bas        | Corée du Sud    | 4 - 2  |           |
| 13 septembre | 20:00 | Haarlem   | Cuba            | Grande-Bretagne | 6 - 0  |           |
| 13 septembre | 20:00 | Rotterdam | Venezuela       | Nicaragua       | 7 - 4  |           |
| 13 septembre | 20:00 | Amsterdam | Puerto Rico     | Espagne         | 12 - 2 | 7 manches |
| 14 septembre | 13:00 | Amsterdam | Corée du Sud    | Grande-Bretagne | 15 - 5 | 8 manches |
| 14 septembre | 19:00 | Amsterdam | Espagne         | Venezuela       | 8 - 1  |           |
| 14 septembre | 19:00 | Haarlem   | Nicaragua       | Cuba            | 1 - 4  |           |
| 14 septembre | 19:00 | Rotterdam | Pays-Bas        | Puerto Rico     | 5 - 2  |           |
| 16 septembre | 13:00 | Rotterdam | Puerto Rico     | Corée du Sud    | 3 - 2  |           |
| 16 septembre | 19:00 | Rotterdam | Grande-Bretagne | Nicaragua       | 1 - 4  |           |
| 16 septembre | 19:00 | Haarlem   | Espagne         | Pays-Bas        | 5 - 10 |           |
| 16 septembre | 19:00 | Amsterdam | Cuba            | Venezuela       | 10 - 0 | 8 manches |
| 17 septembre | 13:00 | Haarlem   | Puerto Rico     | Grande-Bretagne | 5 - 4  |           |
| 17 septembre | 19:00 | Haarlem   | Pays-Bas        | Venezuela       | 8 - 5  |           |
| 17 septembre | 19:00 | Amsterdam | Espagne         | Cuba            | 0 - 10 |           |
| 17 septembre | 19:00 | Rotterdam | Nicaragua       | Corée du Sud    | 2 - 7  |           |
| 18 septembre | 13:00 | Amsterdam | Espagne         | Nicaragua       | 5 - 9  |           |
| 18 septembre | 19:00 | Amsterdam | Cuba            | Puerto Rico     | 2 - 5  |           |
| 18 septembre | 19:00 | Haarlem   | Venezuela       | Corée du Sud    | 4 - 1  |           |
| 18 septembre | 19:00 | Rotterdam | Grande-Bretagne | Pays-Bas        | 0 - 6  |           |
| 19 septembre | 13:00 | Rotterdam | Grande-Bretagne | Espagne         | 3 - 10 |           |
| 19 septembre | 19:00 | Rotterdam | Corée du Sud    | Cuba            | 1 - 5  |           |
| 19 septembre | 19:00 | Haarlem   | Venezuela       | Puerto Rico     | 3 - 5  |           |
| 19 septembre | 19:00 | Amsterdam | Nicaragua       | Pays-Bas        | 4 - 8  |           |
| 20 septembre | 13:00 | Haarlem   | Nicaragua       | Puerto Rico     | 0 - 16 | 7 manches |
| 20 septembre | 19:00 | Rotterdam | Pays-Bas        | Cuba            | 3 - 5  |           |
| 20 septembre | 19:00 | Amsterdam | Venezuela       | Grande-Bretagne | 6 - 1  |           |
| 20 septembre | 19:00 | Haarlem   | Corée du Sud    | Espagne         | 2 - 1  |           |

| Pl. | Équipe          | J | V | D | PM | PC | %     |
| --- | --------------- | - | - | - | -- | -- | ----- |
| 1   | Pays-Bas        | 7 | 6 | 1 | 44 | 23 | 0,857 |
| 2   | Puerto Rico     | 7 | 6 | 1 | 48 | 19 | 0,857 |
| 3   | Cuba            | 7 | 6 | 1 | 42 | 10 | 0,857 |
| 4   | Venezuela       | 7 | 3 | 4 | 27 | 38 | 0,428 |
| 5   | Corée du Sud    | 7 | 3 | 4 | 31 | 25 | 0,428 |
| 6   | Nicaragua       | 7 | 2 | 5 | 24 | 48 | 0,285 |
| 7   | Espagne         | 7 | 2 | 5 | 31 | 47 | 0,285 |
| 8   | Grande-Bretagne | 7 | 0 | 7 | 14 | 52 | 0,000 |

J : rencontres jouées, V : victoires, D : défaites, PM : points marqués, PC : points concédés, % : pourcentage de victoire.

#### Groupe G (en Italie)
| Date         | Heure | Lieu            | Recevant               | Visiteur               | Score  | Notes      |
| ------------ | ----- | --------------- | ---------------------- | ---------------------- | ------ | ---------- |
| 13 septembre | 18:00 | Plaisance       | Australie              | Antilles Néerlandaises | 19 - 6 | 7 manches  |
| 13 septembre | 20:00 | Florence        | Italie                 | Chine Taipei           | 2 - 5  |            |
| 13 septembre | 19:00 | Parme           | Japon                  | Mexique                | 9 - 3  |            |
| 13 septembre | 20:00 | Reggio d'Émilie | États-Unis             | Canada                 | 8 - 0  |            |
| 14 septembre | 20:00 | Bologne         | Mexique                | Italie                 | 6 - 3  |            |
| 14 septembre | 20:00 | Novara          | Canada                 | Australie              | 3 - 5  | 10 manches |
| 14 septembre | 20:00 | Vérone          | Antilles Néerlandaises | États-Unis             | 1 - 11 | 7 manches  |
| 15 septembre | 20:00 | Russi           | Chine Taipei           | Australie              | 5 - 4  | 10 manches |
| 15 septembre | 20:00 | Macerata        | États-Unis             | Japon                  | 4 - 2  |            |
| 16 septembre | 15:00 | R. Saint-Marin  | Japon                  | Chine Taipei           | 1 - 3  | 10 manches |
| 16 septembre | 15:00 | Turin           | Mexique                | Canada                 | 2 - 4  |            |
| 17 septembre | 20:00 | Turin           | Chine Taipei           | États-Unis             | 3 - 14 | 7 manches  |
| 17 septembre | 20:00 | Bologne         | Canada                 | Japon                  | 3 - 2  | 11 manches |
| 17 septembre | 20:00 | Parme           | Australie              | Italie                 | 5 - 4  |            |
| 17 septembre | 20:00 | R. Saint-Marin  | Mexique                | Antilles Néerlandaises | 9 - 8  |            |
| 18 septembre | 20:00 | Russi           | Antilles Néerlandaises | Canada                 | 2 - 19 | 6 manches  |
| 18 septembre | 20:00 | Novare          | Italie                 | Japon                  | 6 - 4  |            |
| 18 septembre | 20:00 | Vérone          | Chine Taipei           | Mexique                | 1 - 0  | 10 manches |
| 19 septembre | 15:00 | Bologne         | Japon                  | Australie              | 0 - 5  |            |
| 19 septembre | 20:00 | Novare          | Antilles Néerlandaises | Chine Taipei           | 3 - 12 |            |
| 19 septembre | 20:00 | Reggio d'Émilie | Canada                 | Italie                 | 16 - 7 |            |
| 19 septembre | 20:00 | Vicence         | Mexique                | États-Unis             | 3 - 7  |            |
| 20 septembre | 20:00 | Macerata        | Australie              | Mexique                | 6 - 5  |            |
| 20 septembre | 20:00 | Vérone          | Canada                 | Chine Taipei           | 5 - 3  | 6 manches  |
| 20 septembre | 20:00 | Parme           | Japon                  | Antilles Néerlandaises | 10 - 1 |            |
| 20 septembre | 20:00 | Turin           | Italie                 | États-Unis             | 3 - 12 |            |
| 21 septembre | 16:00 | Vicenze         | Italie                 | Antilles Néerlandaises | 7 - 6  |            |
| 21 septembre | 17:00 | Bologne         | États-Unis             | Australie              | 4 - 3  |            |

| Pl. | Équipe                 | J | V | D | PM | PC | %     |
| --- | ---------------------- | - | - | - | -- | -- | ----- |
| 1   | États-Unis             | 7 | 7 | 0 | 60 | 15 | 1,000 |
| 2   | Australie              | 7 | 5 | 2 | 46 | 27 | 0,714 |
| 3   | Canada                 | 7 | 5 | 2 | 50 | 31 | 0,714 |
| 4   | Chine Taipei           | 7 | 5 | 2 | 32 | 29 | 0,714 |
| 5   | Japon                  | 7 | 2 | 5 | 28 | 25 | 0,285 |
| 6   | Italie                 | 7 | 2 | 5 | 32 | 54 | 0,285 |
| 7   | Mexique                | 7 | 2 | 5 | 28 | 37 | 0,285 |
| 8   | Antilles Néerlandaises | 7 | 0 | 7 | 27 | 87 | 0,000 |

J : rencontres jouées, V : victoires, D : défaites, PM : points marqués, PC : points concédés, % : pourcentage de victoire.

### Phase Finale

#### Demi-Finales
Les équipes gardent leur bilan face aux équipes de leur poule du second tour qui se sont qualifiées.
| Date         | Heure | Lieu     | Recevant     | Visiteur     | Score  | Notes |
| ------------ | ----- | -------- | ------------ | ------------ | ------ | ----- |
| 22 septembre | 20:00 | Grosseto | Cuba         | Australie    | 2 - 1  |       |
| 22 septembre | 20:00 | Nettuno  | Puerto Rico  | Canada       | 0 - 3  |       |
| 22 septembre | 20:00 | Florence | États-Unis   | Venezuela    | 6 - 3  |       |
| 22 septembre | 20:00 | Messine  | Pays-Bas     | Chine Taipei | 11 - 2 |       |
| 23 septembre | 20:00 | Chieti   | Canada       | Venezuela    | 9 - 2  |       |
| 23 septembre | 20:00 | Grosseto | Australie    | Pays-Bas     | 5 - 2  |       |
| 23 septembre | 20:00 | Florence | Puerto Rico  | États-Unis   | 0 - 3  |       |
| 23 septembre | 20:00 | Nettuno  | Chine Taipei | Cuba         | 0 - 8  |       |
| 24 septembre | 20:00 | Nettuno  | États-Unis   | Cuba         | 5 - 3  |       |
| 24 septembre | 20:00 | Chieti   | Chine Taipei | Puerto Rico  | 2 - 8  |       |
| 24 septembre | 20:00 | Grosseto | Canada       | Pays-Bas     | 11 - 5 |       |
| 24 septembre | 20:00 | Florence | Venezuela    | Australie    | 9 - 4  |       |
| 25 septembre | 19:00 | Florence | Cuba         | Canada       | 5 - 1  |       |
| 25 septembre | 19:00 | Grosseto | Venezuela    | Chine Taipei | 6 - 4  |       |
| 25 septembre | 19:00 | Chieti   | Australie    | Puerto Rico  | 2 - 4  |       |
| 25 septembre | 19:00 | Nettuno  | Pays-Bas     | États-Unis   | 2 - 8  |       |

| Pl. | Équipe      | J | V | D | %     |
| --- | ----------- | - | - | - | ----- |
| 1   | Cuba        | 6 | 4 | 2 | 0,667 |
| 2   | Puerto Rico | 6 | 3 | 3 | 0,500 |
| 3   | Pays-Bas    | 6 | 3 | 3 | 0,500 |
| 4   | Venezuela   | 6 | 1 | 5 | 0,167 |

| Pl. | Équipe       | J | V | D | %     |
| --- | ------------ | - | - | - | ----- |
| 1   | États-Unis   | 6 | 6 | 0 | 1,000 |
| 2   | Canada       | 6 | 4 | 2 | 0,667 |
| 3   | Australie    | 6 | 2 | 4 | 0,333 |
| 4   | Chine Taipei | 6 | 1 | 5 | 0,167 |

J : rencontres jouées, V : victoires, D : défaites, % : pourcentage de victoire.

#### Finales
| Date         | Heure | Lieu     | Recevant   | Visiteur     | Score  | Notes |
| ------------ | ----- | -------- | ---------- | ------------ | ------ | ----- |
| 26 septembre | 20:00 | Florence | Venezuela  | Chine Taipei | 6 - 3  |       |
| 26 septembre | 20:00 | Messine  | Pays-Bas   | Australie    | 1 - 4  |       |
| 26 septembre | 20:00 | Grosseto | Porto Rico | Canada       | 2 - 6  |       |
| 27 septembre | 15:00 | Nettuno  | Cuba       | États-Unis   | 5 - 10 |       |

## Classement final[3]
| Pl.                | Sélection              |
| ------------------ | ---------------------- |
| Médaille d'or      | États-Unis             |
| Médaille d'argent  | Cuba                   |
| Médaille de bronze | Canada                 |
| 4                  | Porto Rico             |
| 5                  | Australie              |
| 6                  | Pays-Bas               |
| 7                  | Venezuela              |
| 8                  | Taïwan                 |
| 9                  | Corée du Sud           |
| 10                 | Japon                  |
| 11                 | Mexique                |
| 12                 | Espagne                |
| 13                 | Nicaragua              |
| 14                 | Italie                 |
| 15                 | Royaume-Uni            |
| 16                 | Antilles néerlandaises |
| 17                 | Allemagne              |
| 18                 | Croatie                |
| 19                 | Suède                  |
| 20                 | Rép. tchèque           |
| 21                 | Afrique du Sud         |
| 22                 | Chine                  |

## Récompenses
Voici les joueurs récompensés à l'issue de la compétition:
| Position          | Joueur            |
| ----------------- | ----------------- |
| Lanceur partant   | Norge Vera        |
| Lanceur de relève | Trystan Magnuson  |
| Receveur          | Sidney de Jong    |
| 1re base          | Justin Smoak      |
| 2e base           | Hector Olivera    |
| 3e base           | Shawn Bowman      |
| Arrêt-court       | Hainley Statia    |
| Champs extérieurs | Jon Weber         |
| Champs extérieurs | Jose Abreu        |
| Champs extérieurs | Alfredo Despaigne |
| Frappeur désigné  | Terry Tiffee      |

| Récompense                 | Joueur            |
| -------------------------- | ----------------- |
| MVP                        | Justin Smoak      |
| Meilleur lanceur           | Matt Kniginyzky   |
| Meilleure moyenne au bâton | Paco Figueroa     |
| Plus de victoires          | Todd Redmond      |
| Plus de coups de circuits  | Alfredo Despaigne |
| Plus de points produits    | Rene Reyes        |
| Plus de points marqués     | Rene Tosoni       |
| Meilleur défenseur         | Angle Sanchez     |